# Histeromeroides onkoterebrus
Histeromeroides onkoterebrus är en stekelart som beskrevs av Marsh 1993. Histeromeroides onkoterebrus ingår i släktet Histeromeroides och familjen bracksteklar. Inga underarter finns listade i Catalogue of Life.